# Angelo Antolini
Angelo Antolini OFMCap. (Santa Vittoria em Matenano, 24 de maio de 1953) - sacerdote católico romano italiano servindo na Etiópia, prefeito Robe desde 2012.
Foi ordenado sacerdote em 17 de setembro de 1977 na Ordem dos Capuchinhos. Após a ordenação, trabalhou por vários anos no Seminário dos Capuchinhos de Fermo. Em 1981 partiu para a Etiópia e ali assumiu o trabalho pastoral. Exerceu também as funções de, entre outras Coordenador Nacional do Neocatecumenato, Vigário da Vice-Província da Ordem da Etiópia e Diretor Nacional das Pontifícias Obras Missionárias.
Em 11 de fevereiro de 2012, o Papa Bento XVI o nomeou chefe da recém-criada prefeitura apostólica de Robe.